# Ramiro Peralta
Ramiro Miguel Peralta (Rosario, 22 aprile 2003) è un calciatore argentino, centrocampista della Juventud in prestito dal Rosario Central.

## Caratteristiche tecniche
È un centrocampista con caratteristiche difensive.

## Carriera
Minerva è cresciuto nel settore giovanile del Rosario Central ed ha debuttato in prima squadra il 4 agosto 2022 nell'incontro di Copa Argentina perso ai rigori contro il Quilmes. Il 6 ottobre del 2023 ha firmato il suo primo contratto professionistico.
Nel luglio del 2024 è stato ceduto in prestito alla Juventud. Ha segnato il suo primo gol il 4 dicembre nella partita dei play-off per la promozione in Primera División vinto 3-0 contro il Colón.

## Statistiche

### Presenze e reti nei club
Statistiche aggiornate al 9 marzo 2025.
| Stagione        | Squadra         | Campionato      | Campionato | Campionato | Coppe nazionali | Coppe nazionali | Coppe nazionali | Coppe continentali | Coppe continentali | Coppe continentali | Altre coppe | Altre coppe | Altre coppe | Totale | Totale | Totale |
| Stagione        | Squadra         | Comp            | Pres       | Reti       | Comp            | Pres            | Reti            | Comp               | Pres               | Reti               | Comp        | Pres        | Reti        | Pres   | Reti   |        |
| --------------- | --------------- | --------------- | ---------- | ---------- | --------------- | --------------- | --------------- | ------------------ | ------------------ | ------------------ | ----------- | ----------- | ----------- | ------ | ------ | ------ |
| 2022            | Rosario Central | PD              | 0          | 0          | CA+CdL          | 1+0             | 0               | -                  | -                  | -                  | -           | -           | -           | 1      | 0      |        |
| 2024            | Juventud        | SD              | 11         | 1          | CU              | 0               | 0               | -                  | -                  | -                  | -           | -           | -           | 11     | 1      |        |
| 2025            | Juventud        | PD              | 5          | 0          | CU              | 0               | 0               | -                  | -                  | -                  | -           | -           | -           | 5      | 0      |        |
| Totale carriera | Totale carriera | Totale carriera | 16         | 1          |                 | 1               | 0               |                    | -                  | -                  |             | -           | -           | 17     | 1      |        |